# دایسوکه مییاشیرو
دایسوکه مییاشیرو (انگلیسی: Daisuke Miyashiro؛ زادهٔ ۷ ژوئن ۱۹۹۱) بازیکن فوتبال اهل ژاپن است.